# Agent 203
Agent 203 ist eine deutsch-indisch-italienisch-nordmazedonische Zeichentrickserie nach einer Idee von Damjan Mitrevski aus dem Jahr 2023. Die Premiere erfolgte auf Streamingdienst ITVX Player in Großbritannien am 2. November 2023, im deutschsprachigen Raum fand die Erstausstrahlung am 19. Januar 2024 über RTL+ statt. Die deutsche TV-Premiere der Serie erfolgte am 22. Januar 2024 auf Super RTL. Die CGI-Animation wird von VHouse Animation & Cosmos-Maya in Nordmazedonien und Indien erstellt.
Zur Serie wird eine Kinofassung produziert, eine Koproduktion der katalanischen Firma Mr. Miyagi Films und Toon2Tango GmbH & Co. KG. Der Film, beschrieben als eine Action- und Abenteuerkomödie die auf internationalen kommerziellen Erfolg abzielt, befindet sich in der Finanzierungsphase und soll Anfang 2025 in Produktion gehen. Der von Jo Daris konzipierte und geleitete Film hat ein Budget von rund 5,5 Millionen Euro.

## Handlung
Hauptperson der Serie ist Zoe, ein Mädchen aus der fiktiven Stadt Roddenberry, die herausfindet, dass ihr Vater Spencer ein intergalaktischer Geheimagent (Agent 202) war und die Erde vor Alien-Invasionen beschützt hat, bevor er verschwand. Vor seinem Verschwinden entwarf Spencer ein Armband für seine Tochter, das über Kräfte verfügt, die in verschiedenen „Charms“ enthalten sind. Diese können aktiviert werden, um im Kampf und zur Selbstverteidigung verwendet zu werden. Nachdem sich sein Alien-Partner Ulav bei Zoe vorgestellt hat, wird sie selbst zur Geheimagentin, Agent 203.
Ihre Aufgabe ist es, den Bösewicht „General Gore“ zu stoppen, der alles versucht, um Agent 203 ausfindig zu machen und das Armband zu stehlen, um seinen Planeten aus dem intergalaktischen Gefängnis zu befreien. An Zoes Seite stehen auch immer ihre Freunde Rock und Quigley, die ihr als Team in jeder Situation zur Seite stehen und Zoes geheime Identität als Geheimagentin schützen. Ein Cyborg, der von Gore geschickt wird, Duke (im englischen Original Hugh), soll auch Agent 203 an der Schule ausfindig machen, entwickelt aber nach und nach einen eigenen freien Willen und widersetzt sich oft den Befehlen von Gore. Gore schickt sehr oft seine Komplizen und Handlanger, um Agent 203 zu finden, auch wenn dies meist erfolglos für ihn verläuft.

## Ausstrahlung
Bisher (Stand März 2024) wurden 26 Episoden in einer Staffel produziert. Alle 26 Folgen der Serie wurden auf ITVX Player in Großbritannien am 2. November 2023 als Premiere veröffentlicht. Im deutschsprachigen Raum wurden die ersten 16 Folgen am 19. Januar 2024 auf der Toggo-App und RTL+ verfügbar gemacht. Eine TV-Erstausstrahlung erfolgte am 22. Januar 2024 auf Super RTL.

## Episodenliste
| Nr.      | Deutscher Titel                  | Originaltitel                 | Deutschsprachige Erstausstrahlung (RTL+) | Erstausstrahlung (ITVX Player) |
| -------- | -------------------------------- | ----------------------------- | ---------------------------------------- | ------------------------------ |
| 1        | Der Schulball                    | Let the Children Boogie       | 19.01.2024                               | 02.11.2023                     |
| 2        | Zobot                            | Zoe 2.0                       | 19.01.2024                               | 02.11.2023                     |
| 3        | Spind Spionage                   | There's an Alien in My Locker | 19.01.2024                               | 02.11.2023                     |
| 4        | Smooshageddon                    | Smooshageddon                 | 19.01.2024                               | 02.11.2023                     |
| 5        | Partybus                         | Party Crashers                | 19.01.2024                               | 02.11.2023                     |
| 6        | Weltraum-Aliens aus dem Weltraum | Space Aliens from Space       | 19.01.2024                               | 02.11.2023                     |
| 7        | Überschall-Zoe                   | Supersonic Zoe                | 19.01.2024                               | 02.11.2023                     |
| 8        | Invasion der Blumen              | Flower Power                  | 19.01.2024                               | 02.11.2023                     |
| 9        | Die Cosmic Con                   | Death by Cosplay              | 19.01.2024                               | 02.11.2023                     |
| 10       | Die Insektenplage                | Teacher Creature              | 19.01.2024                               | 02.11.2023                     |
| 11       | Alien-Mom-Putzwahn               | Mother Knows Best             | 19.01.2024                               | 02.11.2023                     |
| 12       | Wie verliere ich die Wahl?       | I Want to be Elected          | 19.01.2024                               | 02.11.2023                     |
| 13       | In einem anderen Universum       | Daddy's Home                  | 19.01.2024                               | 02.11.2023                     |
| 14       | Zangen und Zappeln               | Bracelet Bungle               | 19.01.2024                               | 02.11.2023                     |
| 15       | Sandar, die Unbesiegbare         | Vandar the Invincible         | 19.01.2024                               | 02.11.2023                     |
| 16       | Königlicher Aufruhr              | The Royal Rumble              | 19.01.2024                               | 02.11.2023                     |
| 17       | –                                | Ho Ho Oh No!                  | –                                        | 02.11.2023                     |
| 18       | –                                | A Friend in Need              | –                                        | 02.11.2023                     |
| 19       | –                                | Hugh's Dad                    | –                                        | 02.11.2023                     |
| 20       | –                                | The New Guy                   | –                                        | 02.11.2023                     |
| 21       | –                                | Field Day                     | –                                        | 02.11.2023                     |
| 22       | –                                | You Bee You                   | –                                        | 02.11.2023                     |
| 23       | –                                | The Big Scoop                 | –                                        | 02.11.2023                     |
| 24       | –                                | Gorp Gorp                     | –                                        | 02.11.2023                     |
| 25       | –                                | Time Capsule                  | –                                        | 02.11.2023                     |
| 26       | –                                | Attack of the Giant Quigley   | –                                        | 02.11.2023                     |
| Quellen: |                                  |                               |                                          |                                |

## Synchronisation
Die deutsche Synchronisation entsteht nach einem Dialogbuch von Tim Kreuer und unter der Dialogregie von Tanja Dohse durch die Synchronfirma Studio Hamburg Synchron.
| Rolle       | Englischer Sprecher  | Deutscher Sprecher |
| ----------- | -------------------- | ------------------ |
| Zoe         | Kyra Jackson         | Malin Steffen      |
| Quigley     | Emelia Suljić        | Linda Fölster      |
| Rock        | Tim Heller           | Flemming Stein     |
| Ulav        | Daniel Stubbs-Benbow | Rasmus Borowski    |
| Gore        | Jeff Hylton          | Daniel Schütter    |
| Duke (Hugh) | A.J. Beckles         | Vincent Fallow     |
| Mr. Roswell | Belsheber Rusape     | Jesse Grimm        |